# Brissago-Valtravaglia
Brissago-Valtravaglia är en ort och kommun i provinsen Varese i regionen Lombardiet i Italien. Kommunen hade 1 223 invånare (2018).